# 강상수
강상수(1971년 6월 22일 ~ )는 전 KBO 리그 LG 트윈스의 투수이자, 전 KBO 리그 KIA 타이거즈의 2군 투수코치이다.

## 선수 시절

### 롯데 자이언츠시절
부산고등학교와 고려대학교를 졸업하고 1994년 롯데 자이언츠의 1차 지명을 받아 입단했으며, 본래는 타자였지만 프로 입단 후 투수로 전향했다.
데뷔 첫 시즌 후 방위 복무를 시작하여 홈 경기에 한해 등판할 수 있었다. 1995년 4월 22일 사직 삼성전에서 선발 등판했고 3회까지 삼성의 강타선을 잘 막아내고 있었지만 그는 4회초가 채 끝나기 전에 강판당했다. 이유는 그가 등판한 경기를 TV를 통해 본 소속 부대 관계자가 경기장으로 직접 전화를 걸어 그의 강판을 요구했기 때문이었다. 10년 이상 불안하게 이어져 온 방위병의 홈 경기 출장 관행은 그렇게 깨지기 시작했다. 1996년에 방위병의 홈 경기 출장이 완전히 금지됐고, 그 시범 케이스가 장원진이었다.
한편, 방위병으로 복무하던 1995년에는 완봉승만 3번 거두었다. 1993년 박동희 (당시 롯데)에 이어 저실점 완투승을 모두 완봉승으로 거둔 투수 최고 기록 2위인데 2009년 롯데 송승준이 3연속 완봉승으로만 저실점 완투승을 기록했으나 2011년 KIA 윤석민이 3완투 3완봉으로  강상수 송승준과 타이를 이루었다.

### LG 트윈스시절
2005 시즌 후 롯데에서 방출된 그는 2006년에 LG 트윈스로 이적했으나, 1승만 거두고 8점대에 약간 못 미치는 평균자책점을 기록한 후 그 해 현역에서 은퇴했다.

## 야구선수 은퇴 후
은퇴 후에는 곧바로 코치로 전향하지 않고, 2007년부터 LG 트윈스의 스카우트로 선임되어 프런트 경력을 시작했다.
2012년부터 불펜코치 및 투수코치로 나서기 시작했다. 2018 시즌 후 LG와 재계약하지 못한 그는 2019년에 김기태의 부름을 받아 KIA 타이거즈의 투수총괄코치로 선임되었으나 김기태가 시즌 중 사퇴한 후 2군으로 내려갔고, 2019 시즌 후 KIA와 재계약하지 못했다.

## 출신 학교
- 부산 대천초등학교
- 부산 대천중학교
- 부산고등학교
- 고려대학교 체육교육학과 (1990학번)

## 통산 기록

### 투수
| 연도 | 소속 | 경기 | 완투 | 완봉 | 승 | 패 | 세이브 | 홀드 | 이닝     | 타자 | 피안타 | 피홈런 | 4구 | 사구 | 탈삼진 | 실점 | 자책점 | 승률  | 평균 자책 | 기타 |
| ---- | ---- | ---- | ---- | ---- | -- | -- | ------ | ---- | -------- | ---- | ------ | ------ | --- | ---- | ------ | ---- | ------ | ----- | --------- | ---- |
| 1994 | 롯데 | 18   | 3    | 1    | 7  | 6  | 0      | 0    | 93 2/3   | 392  | 95     | 11     | 30  | 2    | 63     | 42   | 37     | 0.538 | 3.56      |      |
| 1995 | 롯데 | 18   | 3    | 3    | 7  | 5  | 0      | 0    | 102      | 414  | 97     | 6      | 20  | 6    | 64     | 44   | 38     | 0.583 | 3.35      |      |
| 1996 | 롯데 | 33   | 4    | 0    | 9  | 10 | 1      | 0    | 176 2/3  | 751  | 185    | 10     | 51  | 8    | 104    | 87   | 78     | 0.474 | 3.97      |      |
| 1997 | 롯데 | 36   | 1    | 0    | 3  | 11 | 3      | 0    | 101 2/3  | 467  | 129    | 7      | 45  | 7    | 70     | 65   | 58     | 0.214 | 5.13      |      |
| 1998 | 롯데 | 41   | 0    | 0    | 4  | 8  | 5      | 0    | 111      | 469  | 97     | 16     | 43  | 11   | 85     | 59   | 55     | 0.333 | 4.46      |      |
| 1999 | 롯데 | 55   | 0    | 0    | 5  | 7  | 19     | 0    | 77 2/3   | 322  | 62     | 7      | 32  | 6    | 66     | 26   | 24     | 0.417 | 2.78      |      |
| 2000 | 롯데 | 50   | 0    | 0    | 6  | 8  | 23     | 0    | 71       | 274  | 48     | 5      | 22  | 1    | 66     | 19   | 14     | 0.429 | 1.77      |      |
| 2001 | 롯데 | 58   | 0    | 0    | 6  | 7  | 10     | 4    | 89       | 392  | 81     | 12     | 48  | 4    | 62     | 52   | 47     | 0.462 | 4.75      |      |
| 2002 | 롯데 | 39   | 0    | 0    | 2  | 7  | 7      | 2    | 55       | 261  | 63     | 6      | 36  | 5    | 33     | 34   | 28     | 0.222 | 4.58      |      |
| 2003 | 롯데 | 33   | 0    | 0    | 2  | 3  | 6      | 1    | 54       | 238  | 54     | 15     | 29  | 2    | 47     | 35   | 33     | 0.400 | 5.50      |      |
| 2004 | 롯데 | 29   | 0    | 0    | 0  | 1  | 0      | 4    | 35       | 161  | 41     | 5      | 20  | 1    | 17     | 16   | 16     | 0.000 | 4.11      |      |
| 2005 | 롯데 | 24   | 0    | 0    | 0  | 0  | 1      | 0    | 29 1/3   | 149  | 35     | 4      | 22  | 6    | 17     | 27   | 27     | 0.000 | 8.28      |      |
| 2006 | LG   | 24   | 0    | 0    | 1  | 0  | 0      | 1    | 14 2/3   | 71   | 23     | 2      | 6   | 1    | 11     | 13   | 13     | 1.000 | 7.98      |      |
| 합계 | -    | 450  | 11   | 4    | 52 | 73 | 75     | 12   | 1010 2/3 | 4361 | 1010   | 106    | 404 | 60   | 705    | 519  | 468    | 0.416 | 4.17      |      |

### 타자
| 연도 | 소속 | 경기 | 타수 | 득점 | 안타 | 2루타 | 3루타 | 홈런 | 타점 | 도루 | 희생타 | 4구 | 사구 | 삼진 | 병살타 | 실책 | 타율  | 장타율 | 출루율 | 기타 |
| ---- | ---- | ---- | ---- | ---- | ---- | ----- | ----- | ---- | ---- | ---- | ------ | --- | ---- | ---- | ------ | ---- | ----- | ------ | ------ | ---- |
| 2005 | 롯데 | 2    | 0    | 0    | 0    | 0     | 0     | 0    | 0    | 0    | 0      | 0   | 0    | 0    | 0      | 0    | 0.000 | 0.000  | 0.000  |      |
| 합계 | -    | 2    | 0    | 0    | 0    | 0     | 0     | 0    | 0    | 0    | 0      | 0   | 0    | 0    | 0      | 0    | 0.000 | 0.000  | 0.000  |      |